# 茜尔维·贝尼耶
茜尔维·贝尼耶（法語：Sylvie Bernier，1964年1月31日—），加拿大女子跳水运动员。她曾代表加拿大参加1984年夏季奥林匹克运动会跳水比赛，获得女子3米跳板金牌。她也曾参加1982年英联邦运动会。